# Lamprosema silvosalis
Lamprosema silvosalis là một loài bướm đêm trong họ Crambidae.